# Wojciech Jaruzelski
Wojciech Witold Jaruzelski (tiếng Ba Lan: [ˈvɔjt͡ɕɛx jaruˈzɛlskʲi] ⓘ, phiên âm tiếng Việt: Vốt-séc Gia-ru-xen-xki; 6 tháng 7 năm 1923 – 25 tháng 5 năm 2014) là một chính trị gia, một sĩ quan quân sự người Ba Lan. Ông là Tổng bí thư của Đảng Công nhân thống nhất Ba Lan từ 1981-1989, nhà lãnh đạo cuối cùng của Cộng hòa Nhân dân Ba Lan. Ông từng là Thủ tướng Ba Lan từ 1981-1985, là người đứng đầu đất nước trong giai đoạn 1985 đến 1990. Ngoài ra, ông cũng là Chỉ huy trưởng của Quân đội Nhân dân Ba Lan (LWP). Năm 1989, ông từ chức sau Hiệp định Bàn Tròn Ba Lan để tiến hành một cuộc bầu cử dân chủ ở Ba Lan.
Jaruzelski là người chủ yếu chịu trách nhiệm cho việc áp đặt thiết quân luật ở Ba Lan vào 13 tháng 12 năm 1981, trong một nỗ lực nhằm đè bẹp phong trào ủng hộ dân chủ, trong đó bao gồm Công đoàn Đoàn kết, công đoàn đầu tiên tại một nước thuộc Khối Warszawa mà không bị kiểm soát bởi đảng Cộng sản. Những năm sau đó, chính phủ của ông và lực lượng nội bộ đã bắt bớ và bỏ tù hàng ngàn nhà báo và nhà hoạt động đối lập. Cuộc khủng hoảng kinh tế-xã hội như là kết quả của việc phân phối các loại thực phẩm cơ bản gồm đường, sữa, thịt, cũng như các vật liệu như xăng và tiêu dùng sản phẩm, trong khi thu nhập trung bình của người dân đã giảm đi tới 40% Trong thời gian cai trị của Jaruzelski 1981-1989, khoảng 700.000 người đã rời bỏ quê hương Ba Lan ra nước ngoài.